# 江苏农商联合银行
江苏农商联合银行（江苏农村商业联合银行股份有限公司）是总部位于南京的地方性股份银行，成立于2025年4月8日，前身是2001年9月19日成立的全国第一家省级农信联社——江苏省农村信用社联合社（简称江苏农信）。江苏农商联合银行履行江苏省农村商业银行行业治理和风险管理职责，并管理江苏省内农村商业银的行国有金融资本。
截至2025年3月末，江苏省农商行系统共有60家农商行、3368个营业网点、1.64万个便民金融服务点和5.4万余名员工，是江苏金融机构中资产规模最大、网点覆盖最广、服务客群最多的金融机构。江苏省农商行系统资产总额5.01万亿元，存、贷款余额分别为4.11万亿元和3.21万亿元。

## 历史
2001年9月19日，江苏省农村信用社联合社成立，是全国农信系统改革以来第一家成立的省联社。
2016年5月，江苏省内62家农信法人单位全部"翻牌"为农商行，江苏因此成为全国较早成为完成农村信用社改制工作的省份之一。
2025年4月8日，由江苏农信联社改制而成的江苏农商联合银行挂牌成立。